# Uwe Kirschstein

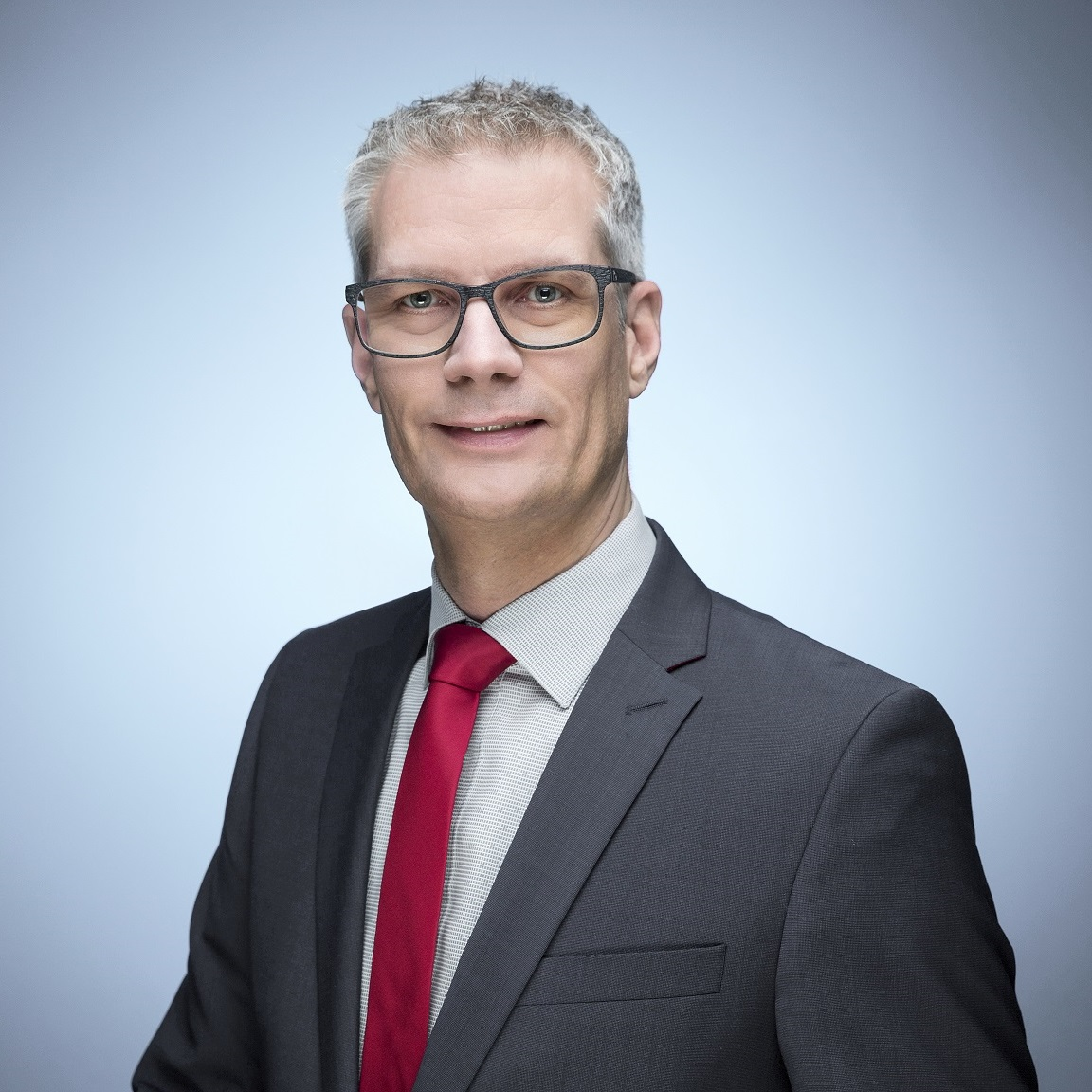
Uwe Kirschstein, 2020

Uwe Kirschstein (* 30. Januar 1977 in Simmern/Hunsrück) ist ein deutscher Politiker (SPD) und seit 1. April 2016 Oberbürgermeister der Stadt Forchheim.

## Leben
Geboren und aufgewachsen ist Kirschstein in Simmern im Hunsrück. In München und Stuttgart studierte er Informatik und theoretische Medizin. Nach Forschungsaufenthalten in Oldenburg (Oldb), Berlin und Hannover wurde Kirschstein an der Friedrich-Alexander-Universität Erlangen-Nürnberg mit einer medizintechnischen Arbeit zum Thema "Assistenzsystem für die zervikale Spondylodese" in Humanbiologie promoviert. Beruflich war er bis zu seinem Amtsantritt in der Medizintechnik tätig.

## Politik
Bei den Kommunalwahlen in Bayern 2014 wurde Kirschstein erstmals in den Forchheimer Stadtrat gewählt. Zudem trat er im selben Jahr als Kandidat zur Oberbürgermeisterwahl an. Nachdem er im ersten Wahlgang gegen drei Kandidaten 20,46 % der Stimmen erhielt, konnte Kirschstein in der Stichwahl gegen den Amtsinhaber Franz Stumpf 44,53 % der Stimmen erreichen. Es war die erste Stichwahl seit 1990. Am 17. Dezember 2015 stimmte der Stadtrat dem Antrag von Oberbürgermeister Franz Stumpf zu, sein Amt mit Ablauf des 31. März 2016 aus gesundheitlichen Gründen niederzulegen. Das Landratsamt Forchheim setzte den Termin für die Neuwahl für den 6. März 2016 fest. Kirschstein entschloss sich, auch bei dieser Wahl wieder zu kandidieren. Im ersten Wahlgang blieb er bei erneut drei Gegenkandidaten mit 28,03 % der Stimmen hinter Ulrich Schürr (CSU/JB; 34,27 %), in der Stichwahl überflügelte Kirschstein seinen Konkurrenten mit 52,19 %. Kirschstein trat das Oberbürgermeister-Amt am 1. April 2016 an.
Bei den Kommunalwahlen in Bayern 2020 setzte sich Kirschstein in der Stichwahl am 29. März 2020 mit 55,33 % gegen Udo Schönfelder (CSU; 44,67 %) durch. Zuvor konnte im 1. Wahlgang keiner der drei Bewerber die nötige Mehrheit erreichen. Bei diesen Kommunalwahlen wurde Kirschstein zugleich erstmals in den Kreistag des Landkreises Forchheim gewählt.
Im Oktober 2020 geriet er in die Schlagzeilen, weil er die Teilnahme einer städtischen Kindertagesstätte in Forchheim an der bayernweiten Studie Covid Kids Bavaria absagte, um potenzielle Einschränkungen durch Überschreiten der 50 Neuinfektionen pro 100.000 zu vermeiden.